# Азартні ігри в Португалії
Азартні ігри в Португалії є легальними з 1783 року, мають відносно високі податки та високий рівень регулювання з боку держави, що стримує появу на місцевому ринку великої кількості казино.

## Історія
Національна благодійна вікторина Португалії була заснована 1783 року й стала першим видом азартних ігор в країні, перше казино було відкрито 1904 року.
Найбільший вплив на розвиток азартних ігор відбувся під час правління Антоніу Салазара та Нової держави, що існувала у 1926-1974 роках.
У цей період казино було повністю легалізовано й захищено державою. У 1970-х роках, після падіння «нової держави», казино були націоналізовані, але до кінця 1970-х їх повернули приватним власникам.
2015 року було прийнято Закон про ігри, що відкрив місцевий ринок для міжнародних організаторів онлайн-казино, при цьому високі податки та надмірне державне регулювання перешкоджають роботі таких операторів. За 2015—2020 року шість ігрових компаній отримали ліцензії для організації онлайн-ставок на ринку Португалії. 2020 року місцева Solverde отримала право на розміщення ставок на власному сайті, на додаток до наземних казино.
Станом на 2020 рік, в Португалії працювало 10 казино з 5 тис. слотів та 200 ігрових столів. Більшість казино керуються двома основними компаніями: Estoril-Sol Group та Solverde Group.
Португальські казино зазвичай розташовано в туристичних районах за моделлю Лас-Вегасу, де казино є частиною великих розважальних комплексів з живою музикою, дорогими ресторанами та іншими розвагами. Казино «Лісабон», розташоване в Лісабонському парку націй, є найбільшим казино Європи з приблизно 1100 слотами і 25 ігровими столами.
2020 року, під час карантину, викликаного пандемією COVID-19, у першому півріччі гральні оператори повідомили про зростання прибутку на 44,2 % в порівнянні з аналогічним періодом 2019 року — до 138,9 млн євро, але уже в третьому кварталі індустрія принесла 68,7 млн євро прибутків. Найбільший ріст стався у сфері ставок на спорт, що виріс на 104% у порівнянні з аналогічним періодом 2019 року.

## Регулювання й податки
Мінімально дозволеним віком для участі в азартних іграх в Португалії є 18 років. З 2015 року податкові ставки на азартні ігри в Португалії встановлено на такому рівні:
- Від 15 до 30 % від валового ігрового доходу для ігор казино, покеру та бінго
- 8-16 % від загального обороту ставок на спортивні ставки

Ліцензії видаються державною комісією порт. Comissão de Jogos do Turismo de Portugal, регулюванням займається державна організація порт. Serviço de Regulação e Inspeção de Jogos (SRIJ).